# Sébastien Desjours
Sébastien Desjours (Boulogne-Billancourt, 21 luglio 1969) è un doppiatore e attore francese noto per aver prestato la voce a SpongeBob SquarePants e Knuckles the Echidna nelle serie televisive e nei videogiochi.

## Filmografia
- La traversée du phare - film TV - regia di Thierry Redler (1999)

## Doppiaggio

### Serie televisive d'animazione
- Harry Osborn in Spider-Man - L'Uomo Ragno (1996-1998)
- Uub e Gohan in Dragon Ball GT (1997)
- SpongeBob SquarePants in SpongeBob (1999- in corso)
- Vladimir Krantz in Chris Colorado (2000)
- Jeff il Ragno in Le tenebrose avventure di Billy e Mandy (2001-2008)
- Suezo in Monster Rancher (2001)
- Eric in Kim Possible (2002-2007)
- Knuckles the Echidna e Bokkun in Sonic X (2003-2006)
- Jack Spicer in Xiaolin Showdown (2003-2006)
- Kyo Sôma in Fruits Basket (2003)
- Sheldon in Teenage Robot (2005-2008)
- Wooldor Sockbat in Drawn Together (2006)
- Johann Liebert in Monster (2006)
- Manny Rivera in El Tigre  (2008-2009)
- Meep e Roger Doofensmirtz in Phineas e Ferb (2008-2015)
- Pecora in La Civetta & Co (2014)
- SpongeBob in Kamp Koral: SpongeBob al campo estivo (2021-in corso)
- SpongeBob in Lo show di Patrick Stella (2022)
- Voci aggiuntive in Uncle from Another World (2022)
- Knuckles in Sonic Prime (2022-2024)
- Seth in The Ancient Magus Bride (2023)

### Film d'animazione
- Beniamino in Giuseppe - Il re dei sogni (2000)
- Nathan in Alvin e i Chipmunks incontrano l'Uomo Lupo (2000)
- Boyd in La voce del cigno (2001)
- SpongeBob in SpongeBob - Il film, SpongeBob - Fuori dall'acqua, SpongeBob - Amici in fuga (2004-2020)
- Manu Tuiama in Aloha, Scooby-Doo! (2005)
- Todd in Il diario di Barbie (2006)
- Muche in Koda, fratello orso 2 (2006)
- Brutus in Barbie in le 12 principesse danzanti (2006)
- Émile Petit in Un mostro a Parigi (2011)
- Blizzard in Il viaggio di Arlo (2015)
- Voci aggiuntive in Oceania (2016)
- Luche Lazarus in Kingsglaive: Final Fantasy XV (2016)
- Trapper in Bigfoot Junior,Bigfoot Family (2017-2020)
- Tappo in Tappo - Cucciolo in un mare di guai (2019)
- Nigel in Back to the Outback - Ritorno alla natura (2021)
- Tamir in Il drago di mio padre (2022)

### Videogiochi
- Voci aggiuntive in The Saboteur (2009)
- Knuckles the Echidna in Sonic Generations, Sonic Lost World, Sonic Boom: L'ascesa di Lyric, Sonic Boom: Frammenti di cristallo, LEGO Dimensions, Mario & Sonic ai Giochi olimpici di Rio 2016, Sonic Boom: Fuoco e ghiaccio, Sonic Forces, Super Smash Bros. Ultimate, Team Sonic Racing, Mario & Sonic ai Giochi olimpici di Tokyo 2020, Sonic Frontiers (2011-2022)
- Takahashi Takeda in Mortal Kombat X (2015)
- Rufus Rubins in Fallout 4 (2015)
- Jhin in League of Legends (2016)
- Voci aggiuntive in Mafia III (2016)
- Voci aggiuntive in Prey (2017)
- Bagley in Watch Dogs: Legion (2020)
- SpongeBob in SpongeBob SquarePants: Battle for Bikini Bottom - Rehydrated (2020)
- Tristan in Forza Horizon 5 (2021)
- Beep-0 in Mario + Rabbids Sparks of Hope (2022)
- Diego e voci aggiuntive in Starfield (2023)

## Doppiatori italiani
Da doppiatore, nelle versioni in italiano è stato sostituito da:
- Enzo Decaro in Un mostro a Parigi